# DCDC2
A proteína 2 contendo o domínio da duplacortina é uma proteína que em humanos é codificada pelo gene DCDC2.

## Função
Este gene codifica uma proteína com dois domínios peptídicos de duplacortina. Este domínio tem demonstrado se ligar a tubulina e melhorar a polimerização dos microtúbulos.

## Significado clínico
Mutações nesse gene têm sido associadas à deficiência de leitura, também conhecida como dislexia do desenvolvimento. Mas isso é controvertido, uma vez que um estudo recente propôs que há uma "baixa probabilidade de um efeito de exclusão direta nas habilidades de leitura".  Alterações no gene DCDC2 são freqüentemente encontradas em disléxicos. Alelos alterados ocorrem frequentemente entre crianças com dificuldades de leitura e escrita. O gene parece ter uma forte ligação com o processamento da informação da fala ao escrever.